# 暗灰叉齒龍鰧
暗灰叉齒龍鰧，為輻鰭魚綱鱸形目鱷鱚亞目叉齒鱚科的其中一種，分布於東大西洋區，屬深海魚類，棲息深度在水深245至4568 公尺，體長可達3.3公分。